# 亞魯拉
亞魯拉（西班牙語：Yarula），是洪都拉斯的城鎮，位於該國西南部，由拉巴斯省負責管轄，始建於1896年，面積85.40平方公里，海拔高度1,740米，2001年人口5,638，人口密度每平方公里66.02人。
14°07′N 88°05′W / 14.117°N 88.083°W